# Little David (мортира)
Little David — экспериментальная американская мортира конца Второй мировой войны. Несмотря на гораздо более скромную внешность, чем, например, у «Шверер Густава (Доры)» или «Карла», до сих пор держит рекорд самого большого калибра (914 мм или 36 дюймов) среди всей современной артиллерии. Орудие было спроектировано группой инженеров компании «Механизмы Места» в Питтсбурге, штат Пенсильвания, под руководством Лоренца Иверсена, президента компании, который контролировал ход опытно-конструкторских работ на протяжении всего периода от проектирования до изготовления и испытаний мортиры включительно, а также составления наставления по стрелковому делу и инструкции по эксплуатации для орудийного расчёта. Боеприпасы к орудию были разработаны по госзаказу инженерами военных лабораторий компании «Бабкок и Уилкокс» в Акроне, штат Огайо, изготовление деталей по чертежам велось на её же заводе в Барбертоне. Изготовлением заготовки для ствола из стального сплава с марганцово-молибденовыми добавками занимались по субподряду на заводах компании «Карнеги-Иллинойс стил».

## История создания и применения
Во время Второй мировой войны в армии США часто использовали снятые с вооружения крупнокалиберные орудийные стволы для испытания авиабомб, при помощи сравнительно небольшого порохового заряда посылая их на расстояния в несколько сотен ярдов, так как при обычном сбросе с самолёта часто слишком многое зависело от погоды и способности экипажа точно соблюдать все условия испытаний. С увеличением размера бомб стволы калибров 9,2 и 12 дюймов перестали подходить для этих целей, в связи с чем было решено сконструировать и построить устройство, известное как Bomb Testing Device T1. Оно достаточно хорошо зарекомендовало себя, чтобы возникла идея использовать его как артиллерийское орудие: ожидалось, что при вторжении в Японию армия США столкнётся с крайне хорошо защищёнными фортификационными сооружениями — такое оружие было бы идеальным для разрушения бункеров и укреплений. Проекту дали ход в марте 1944 г., позже в октябре того же года были начаты испытательные стрельбы.
Внешне Little David представлял собой дульнозарядную мортиру с нарезным стволом, опиравшимся на большой стальной короб весом 46,5 т, врытый в глубокую яму. Вес ствольной части составлял 40640 кг. В коробе находился механизм вертикального наведения и 6 гидравлических домкратов для установки и извлечения ствола. Ствол поднимался и опускался при помощи «квадранта» с приводом с казённой части ствола, ширина короба позволяла осуществлять наведение по горизонтали. Накатник отсутствовал, ствол вручную возвращался обратно на позицию после каждого выстрела. Заряжание производилось с помощью специального крана.

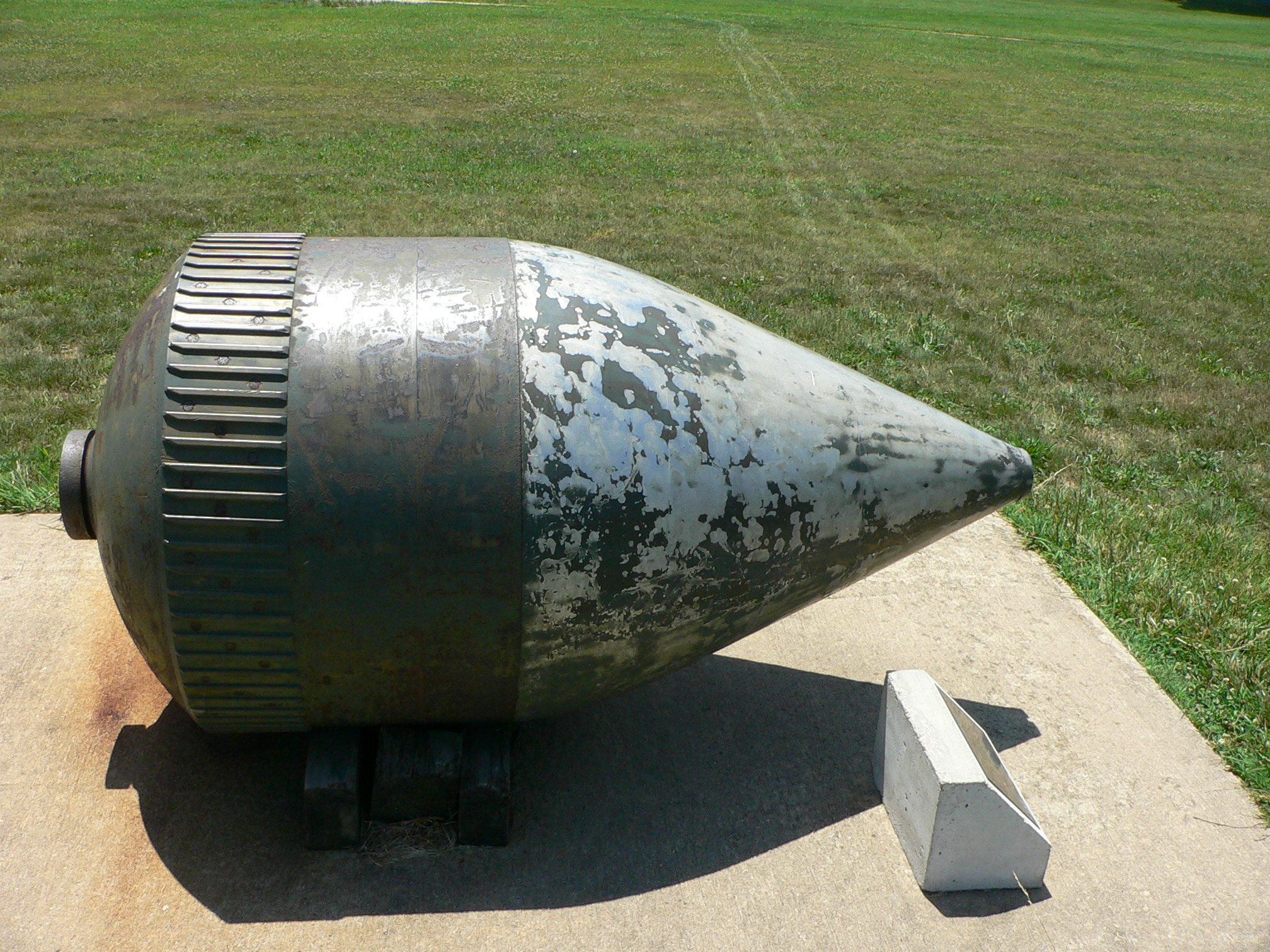
Вырезы на снаряде которые должны совпадать с нарезами ствола для надежной обтюрации

Уникальный снаряд T1-HE с длинным конусообразным носом и выступами под нарезы ствола весил 1678 кг, из которых 726 кг (1600 фунтов) приходилось на взрывчатое вещество.
Практически для любой цели такое воздействие стало бы разрушительным (воронка достигала 4 м в глубину и 12 м в диаметре), однако мортиру ни разу не применяли в боевых условиях — в ходе испытательных стрельб было выяснено, что дальность (9500 ярдов) и точность недостаточны. Не воодушевляли и 12 часов, требуемые для установки на позиции (впрочем, та же 810/813-мм Дора, как известно, перевозилась на 25 железнодорожных платформах и приводилась в боеготовность минимум 3 недели). Little David перевозился двумя артиллерийскими тягачами M26 «Повозка дракона» (отдельно ствольная часть и короб-основание), что делало его гораздо мобильнее железнодорожных пушек. Подразделение также включало бульдозер, кран и ковшовый экскаватор для оборудования огневой позиции.
Вскоре война кончилась, вторжения на японские острова не потребовалось, армия США заморозила работы на стадии доводочных испытаний. Основные недостатки (дальность и точность) так и не удалось преодолеть, проект был полностью закрыт в конце 1946 г.
Чудо-оружие никогда не покидало Абердинского испытательного полигона, где проходили все тесты и стрельбы, и вскоре стало музейным экспонатом. Сегодня оно по-прежнему входит в обширную экспозицию музея: ствол и основание покоятся на колёсах транспортёров, сохранился и один из необычных снарядов.

## Тактико-технические характеристики
- Длина ствола — 6705 мм (22')[5]
- Калибр — 914 мм (36")[5]
- Полная масса короба-основания при транспортировке — 46,5 тонн[6]
- Габаритные размеры короба-основания
  - Длина — 5486 мм (18')[7]
  - Ширина — 2743 мм (9')[7]
  - Высота — 3048 мм (10')[7]
- Объём окопа для размещения короба-основания — 46 м³ (1620 ф³)[7]
- Масса снаряда — 1655 кг (3650 ф)[8]
- Масса вышибного заряда — 61,7 кг (136 ф)[5]
- Масса ВВ — 703 кг (1550 ф)[9]
- Тип ВВ — пикратол (взрывчатое вещество из смеси даннита и тротила)[9]
- Начальная скорость снаряда — 381 м/сек (1250 ф/сек)[9]
- Диаметр воронки — 11,6 м (38')[9]
- Глубина воронки — 4,26 м (14')[9]
- Пробивающая способность (бетон) — 2,13 м (7')[9]
- Сектор обстрела — 13° по азимуту в обе стороны[9]
- Угол возвышения — 65°[9]
- Время на обустройство огневой позиции и приведение орудия в готовность к стрельбе — 12 часов[10]
- Скорострельность — 6 выстр. в час[9]
- Спуск снаряда по каналу ствола во время заряжания — 20 сек[9]
- Средства обеспечения подвижности — две 10-колёсные транспортно-подъёмные машины Dragon Wagon грузоподъёмностью 40+ тонн[5]